# Rocky Marciano
Rocco Francis Marchegiano (1 tháng 9 năm 1923 - 31 tháng 8 năm 1969; phát âm tiếng Ý: [markeˈd͡ʒano]), nổi tiếng với nghệ danh Rocky Marciano (/mɑːrsiˈɑːnoʊ/), là một võ sĩ quyền Anh chuyên nghiệp người Mỹ trong giai đoạn 1947-1955, và là người giữ đai vô địch thế giới hạng nặng trong giai đoạn 1952-1956. Anh là nhà vô địch hạng nặng duy nhất kết thúc sự nghiệp khi còn bất bại. Sáu lần bảo vệ danh hiệu của anh là các trận đấu với Jersey Joe Walcott, Roland La Starza, Ezzard Charles (hai lần), Don Cockell và Archie Moore.
Được biết đến với phong cách chiến đấu không ngừng nghỉ, sức mạnh đấm ghê gớm, sức chịu đựng và chiếc cằm đặc biệt bền bỉ, Marciano đã được các nhà sử học quyền anh đưa vào danh sách các võ sĩ vĩ đại nhất mọi thời đại, và hiện được BoxRec xếp hạng là võ sĩ hạng nặng lớn thứ năm trong lịch sử. Tỷ lệ thắng bằng đo ván trên số trận thắng của anh là 87,76% vẫn là một trong những kỷ lục cao nhất trong lịch sử quyền Anh hạng nặng.

## Sách tham khảo
- Skehan, Everett M. (1977). Rocky Marciano: Biography of a First Son. Boston, Massachusetts: Houghton Mifflin. ISBN 0-395-25356-X.